# Adam Kukliński
Adam Kukliński (ur. 30 listopada 1895 w Rakowie, zm. 31 października 1940) – polski polityk, poseł IV kadencji w II RP.

## Życiorys
Syn Feliksa i Anny z Laskowskich. W latach 1909–1915 uczęszczał do prywatnej Szkoły Handlowej w Łomży, kończąc ją maturą. W 1923 ukończył studia medyczne na Wydziale Lekarskim Uniwersytetu Warszawskiego. Następnie prowadził praktykę we wsi Jedwabne w powiecie kolneńskim. W latach 1933–1936 był dyrektorem szpitala powiatowego w Ostrołęce. Był także przewodniczącym tamtejszej rady miejskiej oraz członkiem władz lokalnych oddziałów Związku Strzeleckiego, Związku Rezerwistów i Polskiego Czerwonego Krzyża.
W 1935 został posłem na Sejm z okręgu nr 43. W izbie był sekretarzem Komisji Zdrowia Publicznego i Opieki Społecznej. Związany był z Grupą „Jutra Pracy”.
Po wybuchu II wojny światowej, jesienią 1939, organizował ruch konspiracyjny na terenie Ostrołęki. Stał na czele Komendy Obrońców Polski. W kwietniu 1940 został aresztowany przez Gestapo, poddany torturom, następnie wywieziony do Działdowa, gdzie wkrótce został zamęczony.
Jego żoną była Irena Tuszowska-Kuklińska.

## Ordery i odznaczenia
- Srebrny Krzyż Zasługi (10 listopada 1933)[1]

## Upamiętnienie
Jedna z ulic w Ostrołęce nosi imię dr. Adama Kuklińskiego.